# Lymeon tobiasi
Lymeon tobiasi är en stekelart som beskrevs av Dmitriy R. Kasparyan 2004. Lymeon tobiasi ingår i släktet Lymeon och familjen brokparasitsteklar. Inga underarter finns listade i Catalogue of Life.